# Аль-Фейсали (футбольный клуб, Амман)
«А́ль-Фейсали» (араб. نادي الفيصلي الرياضي‎) — иорданский футбольный клуб из города Амман, выступающий в чемпионате Иордании. Основан в 1932 году. Домашние матчи проводит на стадионе «Принц Мухаммад», вмещающем 17 000 зрителей.

## История
Аль-Фейсали — самый успешный футбольный клуб в истории футбола Иордании, а также один из самых успешных в регионе. Клуб неоднократно выигрывал иорданские клубные турниры, чемпионат, Кубок Федерации, Суперкубок страны и Кубок АФК несколько раз. Руководством клуба с даты создания и до сегодняшнего дня занимается семья Аль-Одван. Руководителем клуба является Шейх Султан Аль-Одван, бывший игрок клуба и сборной Иордании, а также бывший президент Футбольной ассоциации Иордании.

## Достижения
- Чемпионат Иордании (34): 1944, 1945, 1959, 1960, 1961, 1962, 1963, 1964, 1965, 1966, 1971, 1972, 1973, 1974, 1975, 1977, 1978, 1984, 1986, 1987, 1989, 1990, 1991, 1993, 1994, 2000, 2001, 2002, 2003, 2004, 2010, 2012, 2017, 2019
- Кубок Федерации (18): 1980, 1981, 1983, 1988, 1990, 1992, 1993, 1994, 1995, 1998, 1999, 2001, 2003, 2004, 2005, 2008, 2012, 2015
- Суперкубок Иордании (15): 1981, 1982, 1984, 1986, 1987, 1991, 1993, 1994, 1995, 1996, 2002, 2004, 2006, 2012, 2015
- Кубок АФК (2): 2005, 2006